# Калинел
„Калинел“ ЕООД е българско предприятие за производство на битов текстил със седалище в Троян.
Основано е през 1994 година от Марин Радевски и след неговата смърт през 2020 година остава собственост на семейството му. Първоначално произвежда полиестерна вата, а след 2001 година се ориентира към производството на възглавници и друг битов текстил, главно за голямата търговска верига „ИКЕА“, която и през следващите години остава основен клиент.
Към 2021 година предприятието има обем на продажбите от 140 милиона лева и около 1500 служители с производствени бази в Троян, Червен бряг и Враня (Сърбия). То е третото по големина текстилно предприятие в България след „Е. Миролио“ в Сливен и „Зюдволе Груп Италия“ в Пловдив, както и най-голямото предприятие в Троян и третото по обем на продажбите в област Ловеч (2017).